# Озеро Довге (заказник)
О́зеро До́вге — гідрологічний заказник місцевого значення в Україні. Розташований у межах Царичанського району Дніпропетровської області, на північ від села Бабайківка. 
Площа 22 га. Статус присвоєно 1979 року. Перебуває у віданні: Царичанська райдержадміністрація. 
Статус присвоєно для збереження заплавного озера на лівобережжі річки Оріль. Озеро Довге — це типова річкова стариця: його довжина 1,5 км, ширина 10-20 м.